# Casas de Fernando Alonso
Casas de Fernando Alonso là một đô thị trong tỉnh Cuenca, cộng đồng tự trị Castile-La Mancha Tây Ban Nha. Đô thị này có diện tích là 30,28 ki-lô-mét vuông, dân số năm 2009 là 1462 người với mật độ người/km². Đô thị này có cự ly km so với tỉnh lỵ Cuenca.